# Grand Prix-wegrace van Oostenrijk 1973
De Grand Prix-wegrace van Oostenrijk 1973 was tweede race van wereldkampioenschap wegrace in het seizoen 1973. De race werd verreden op 6 mei 1973 op de Salzburgring nabij Salzburg.

## 500 cc
Op de Salzburgring vertrouwde Giacomo Agostini op de oude MV Agusta driecilinder, nadat de MV Agusta 500 4C onbetrouwbaar was gebleken. De driecilinder was op de Salzburgring te langzaam. Jarno Saarinen en Hideo Kanaya reden van de MV Agusta's weg en Agostini kon zelfs zijn teamgenoot Phil Read met geen mogelijkheid bij houden. In de twaalfde ronde besloot hij er maar gewoon mee te stoppen. Na 18 ronden stopte ook Read, omdat hij olie op zijn achterband had gekregen. Saarinen won opnieuw, Kanaya werd tweede en Kim Newcombe, die in dienst van König hard werkte om zijn machines te verbeteren, werd derde, maar hij had al een ronde achterstand. Na twee races had MV Agusta in de 500 cc klasse nog geen enkel punt gescoord.

### Uitslag 500 cc
| Pos | Coureur               | Merk      | Tijd              | Punten |
| --- | --------------------- | --------- | ----------------- | ------ |
| 1   | Jarno Saarinen        | Yamaha    | 52' 48" 48        | 15     |
| 2   | Hideo Kanaya          | Yamaha    | +25" 32           | 12     |
| 3   | Kim Newcombe          | König     | +1 ronde          | 10     |
| 4   | Guido Mandracci       | Suzuki    | +1 ronde          | 8      |
| 5   | Roberto Gallina       | Paton     | +2 ronden         | 6      |
| 6   | Werner Giger          | Yamaha    | +2 ronden         | 5      |
| 7   | Bosse Granath         | Husqvarna | +2 ronden         | 4      |
| 8   | Billie Nelson         | Yamaha    | +3 ronden         | 3      |
| 9   | Bruno Kneubühler      | Yamaha    | +3 ronden         | 2      |
| 10  | Alois Maxwald         | Rotax     | +3 ronden         | 1      |
| 11  | Sven-Olof Gunnarsson  | Kawasaki  | +3 ronden         |        |
| 12  | Gernot Maas           | Rotax     | +4 ronden         |        |
| 13  | Michael Schmid        | Yamaha    | +4 ronden         |        |
| 14  | Walter Kaletsch       | Yamaha    | +5 ronden         |        |
| 15  | Bert Nijland          | Honda     | +5 ronden         |        |
| 16  | Gerhard Greiffenhagen | Norton    | +7 ronden         |        |
| DNF | Reinhard Hiller       | König     |                   |        |
| DNF | Giacomo Agostini      | MV Agusta | motor             |        |
| DNF | Gyula Marsovszky      | Yamaha    |                   |        |
| DNF | Helmut Kassner        | Kawasaki  |                   |        |
| DNF | János Drapál          | Yamaha    |                   |        |
| DNF | Silvano Bertarelli    | Paton     |                   |        |
| DNF | Paul Eickelberg       | König     |                   |        |
| DNF | Hans Braumandl        | Rotax     |                   |        |
| DNF | Kaarlo Koivuniemi     | Kawasaki  |                   |        |
| DNF | Jack Findlay          | Suzuki    |                   |        |
| DNF | Kurt-Harald Florin    | König     |                   |        |
| DNF | Hansueli Rothermann   | Yamaha    |                   |        |
| DNF | Phil Read             | MV Agusta | ollielekkage      |        |
| DNF | Ernst Hiller          | König     |                   |        |
| DNF | Werner Bergold        | Kawasaki  |                   |        |
| DSQ | Børge Nielsen         | Yamaha    | gediskwalificeerd |        |

## 350 cc
Hoewel het in Oostenrijk in de training zonnig was geweest, was de racedag nat. Phil Read werd daar het eerste slachtoffer van, niet omdat hij viel, maar omdat hij afstapte vanwege een beslaand vizier. Giacomo Agostini bouwde een ruime voorsprong op ten opzichte van János Drapál, die wel iets inliep, maar Ago niet kon bedreigen. In de voorlaatste ronde viel de MV Agusta echter stil door een natte ontsteking, waardoor Drapál toch nog won. Walter Villa (Yamaha) werd tweede en Teuvo Länsivuori werd derde.

### Uitslag 350 cc
| Pos | Coureur              | Merk            | Tijd            | Punten |
| --- | -------------------- | --------------- | --------------- | ------ |
| 1   | János Drapál         | Yamaha          | 56' 21" 08      | 15     |
| 2   | Walter Villa         | Yamaha          | +3" 76          | 12     |
| 3   | Teuvo Länsivuori     | Yamaha          | +8" 30          | 10     |
| 4   | Billie Nelson        | Yamaha          |                 | 8      |
| 5   | Bosse Granath        | Yamaha          |                 | 6      |
| 6   | Dieter Braun         | Yamaha          | +1 ronde        | 5      |
| 7   | Kent Andersson       | Yamaha          | +1 ronde        | 4      |
| 8   | Gyula Marsovszky     | Yamaha          | +1 ronde        | 3      |
| 9   | Marcel Ankoné        | Yamsel          | +1 ronde        | 2      |
| 10  | Bruno Kneubühler     | Harley-Davidson | +1 ronde        | 1      |
| 11  | Eduardo Celso-Santos | Yamaha          | +1 ronde        |        |
| DNF | Phil Read            | MV Agusta       | beslaand vizier |        |
| DNF | Giacomo Agostini     | MV Agusta       | ontsteking      |        |

## 250 cc
In de 250 cc race ging Hideo Kanaya even aan de leiding, maar toen Jarno Saarinen hem eenmaal gepasseerd was reed die onbedreigd naar de overwinning. Kanaya werd ruim vóór Chas Mortimer (Yamaha) tweede. Teuvo Länsivuori reed een sterke race. Hij was heel slecht gestart maar wist zich naar de vierde plaats op te werken.

### Uitslag 250 cc
| Pos | Coureur          | Merk   | Tijd       | Punten |
| --- | ---------------- | ------ | ---------- | ------ |
| 1   | Jarno Saarinen   | Yamaha | 48' 31" 50 | 15     |
| 2   | Hideo Kanaya     | Yamaha | +13" 10    | 12     |
| 3   | Chas Mortimer    | Yamaha | +14"       | 10     |
| 4   | Teuvo Länsivuori | Yamaha | +1' 13" 74 | 8      |
| 5   | John Dodds       | Yamaha | +1' 21" 18 | 6      |
| 6   | Roberto Gallina  | Yamaha | +1' 22" 88 | 5      |
| 7   | Walter Villa     | Yamaha | +1 ronde   | 4      |
| 8   | Börje Jansson    | Yamaha |            | 3      |
| 9   | Klaus Leonhardt  | Yamaha |            | 2      |
| 10  | Werner Giger     | Yamaha |            | 1      |
| 11  | Marcel Ankoné    | Yamaha |            |        |

## 125 cc
In de 125 cc klasse trainde Kent Andersson als snelste en in de race reed hij meteen van iedereen weg om onbedreigd te winnen. Alleen Börje Jansson eindigde in dezelfde ronde, maar met een achterstand van meer dan een minuut. Ángel Nieto, die klaagde over een slecht lopende motor, werd derde met een ronde achterstand.

### Uitslag 125 cc
| Pos | Coureur           | Merk       | Tijd       | Punten |
| --- | ----------------- | ---------- | ---------- | ------ |
| 1   | Kent Andersson    | Yamaha     | 42' 56" 96 | 15     |
| 2   | Börje Jansson     | Maico      | +1' 13" 42 | 12     |
| 3   | Ángel Nieto       | Morbidelli | +1 ronde   | 10     |
| 4   | Otello Buscherini | Malanca    | +1 ronde   | 8      |
| 5   | Eugenio Lazzarini | Piovaticci | +1 ronde   | 6      |
| 6   | Matti Salonen     | Yamaha     | +1 ronde   | 5      |
| 7   | Pentti Salonen    | Yamaha     |            | 4      |
| 8   | Johann Zemsauer   | Rotax      |            | 3      |
| 9   | Paolo Pileri      | DRS        |            | 2      |
| 10  | Rudolf Weiss      | Maico      |            | 1      |

## Zijspanklasse
In Frankrijk hadden Rudi Kurth/Dane Rowe zich met de Cat-Monark naar de eerste startplaats gereden en ook ik Oostenrijk stond een tweetaktmotor op poleposition. Dit keer waren het Jeff Gawley/Peter Sales die hun König op de eerste startplaats zetten. Zij vertrokken ook in de race als snelste, terwijl Klaus Enders een slechte start had. Toen Enders eenmaal de tweede plaats had veroverd verloor hij nog steeds een seconde per ronde op Gawley. Tegen het einde van de race verloor de König wat snelheid, waardoor Enders toch nog wist te winnen. De Belgische broers Michel en Serge Vanneste werden met hun BMW derde.

### Uitslag zijspanklasse
| Pos | Coureur               | Bakkenist        | Merk      | Tijd | Punten |
| --- | --------------------- | ---------------- | --------- | ---- | ------ |
| 1   | Klaus Enders          | Ralf Engelhardt  | Busch-BMW |      | 15     |
| 2   | Jeff Gawley           | Peter Sales      | König     |      | 12     |
| 3   | Michel Vanneste       | Serge Vanneste   | BMW       |      | 10     |
| 4   | Heinz Luthringshauser | Hermann Hahn     | BMW       |      | 8      |
| 5   | Werner Schwärzel      | Karl-Heinz Kleis | König     |      | 6      |
| 6   | Siegfried Schauzu     | Wolfgang Kalauch | BMW       |      | 5      |
| 7   | Richard Wegener       | Derek Jacobson   | BMW       |      | 4      |
| 8   | Otto Haller           | Erich Haselbeck  | BMW       |      | 3      |
| 9   | Gustav Pape           | Franz Kallenberg | BMW       |      | 2      |
| 10  | Mick Boddice          | David Loach      | Kawasaki  |      | 1      |

1927 · 1928 · 1929 · 1930 · 1947 · 1948 · 1950 · 1951 · 1952 · 1953 · 1954 · 1955 · 1956 · 1957 · 1958 · 1959 · 1960 · 1961 · 1962 · 1963 · 1964 · 1965 · 1966 · 1967 · 1968 · 1969 · 1970 · 1971 · 1972 · 1973 · 1974 · 1975 · 1976 · 1977 · 1978 · 1979 · 1981 · 1982 · 1983 · 1984 · 1985 · 1986 · 1987 · 1988 · 1989 · 1990 · 1991 · 1993 · 1994 · 1996 · 1997 · 2016 · 2017 · 2018 · 2019 · 2020 · 2021 · 2022 · 2023 · 2024 · 2025